# Lilla Kalvgölen
Lilla Kalvgölen är en sjö i Nybro kommun i Småland och ingår i Snärjebäckens huvudavrinningsområde. Sjöns area är 0,006 kvadratkilometer och den är belägen 128 meter över havet.